# 木荷四節蜱
木荷四節蜱（学名：Tetra superbae）为節蜱科四節蜱屬下的一个种。